# Dadulazda
Dadulazda (en rus: Дадулазда) és un poble del Daguestan, a Rússia, que en el cens del 2010 tenia 28 habitants. Pertany al districte rural de Gunib.